# AMS-LaTeX
AMS-LaTeX est une collection de classes et de paquets LaTeX développés pour l'American Mathematical Society (AMS).
Il a largement remplacé le paquet de macro TeX AMS-TeX écrit à l'origine par Michael Spivak.

## Exemple
```
\documentclass
{
amsart
}

\title
{
Titre du document
}

\author
{
Auteur
}

\date
{
Aujourd'hui
}

\begin
{
document
}

    
\maketitle

\end
{
document
}

```